# Eva Sereny
Eva Sereny (19 mai 1935 - 25 mai 2021) est une photographe et réalisatrice suisse. Pendant trente ans, elle travaille sur les plateaux de films prestigieux et côtoie des acteurs célèbres. Son court métrage de 1984, The Dress, obtient un prix BAFTA.

## Biographie
Eva Sereny naît le 19 mai 1935 à Zurich (Suisse), elle est fille unique de parents hongrois. Son père, Richard, est chimiste et sa mère, Eva, est actrice. Au début de la seconde guerre mondiale, Richard est bloqué à Londres, sa femme et sa fille le rejoignent et Eva ouvre une boutique de fleurs après la guerre. À 20 ans, Eva Sereny s'installe à Rome où elle épouse Vincio Delleani, un ingénieur. Le couple a deux enfants, Riccardo et Alessandro. Vincio Delleani, son mari, meurt en 2007, après cinquante ans de mariage. Elle épouse en secondes noces Frank Charnock en 2009.
Eva Sereny meurt le 25 mai 2021 des suites d'un accident vasculaire cérébral.

## Carrière
En 1966, l'époux d'Eva Sereny a un grave accident de voiture et elle décide d'apprendre le métier de photographe pour obtenir une indépendance financière. Un ami appartenant au Comité olympique italien l'engage pour documenter les installations sportives construites pour les athlètes italiens. Les photos reçoivent un accueil positif en Italie. Elle les soumet alors au Times à Londres qui les publie.
Sa carrière de photographe de plateau est lancée lorsqu'elle travaille sur le tournage de Catch-22 de Mike Nichols en 1970.
Au cours des trois décennies suivantes, elle travaille sur des centaines de plateaux. Parmi eux, certains des films les plus remarquables des années 1970 et 1980, dont Gatsby le Magnifique de Jack Clayton avec Robert Redford et Mia Farrow, 1900 de Bernardo Bertolucci avec Robert De Niro, Indiana Jones et la dernière croisade avec Sean Connery et Harrison Ford ou Portier de Nuit avec Charlotte Rampling.
Ses photos d'acteurs célèbres prises sur le vif sont publiées dans de nombreux magazines internationaux de mode ou d'actualités, tels que Le Sunday Times Magazine, Observer Magazine, Vogue, Elle, Paris Match, Harpers Bazaar, Time, ou Newsweek.
Eva Sereny est également réalisatrice. Son court métrage britannique, The Dress, avec Michael Palin, remporte un BAFTA en 1984. Elle réalise également Foreign Student (1994), un long métrage américain avec Robin Givens,, basé sur le livre éponyme de Philippe Labro, et de nombreuses publicités.
En 2004, elle prend sa retraite de photographe professionnelle.
Elle publie en 2018, Through Her Lens: The Stories Behind the Photography of Eva Sereny, un recueil de près de 100 photos préfacé par Jacqueline Bisset et Charlotte Rampling.

## Recueils de photographies
- Eva Sereny, Romy à Rome - Tendres regards, Schirmer/Mosel, 1998
- Eva Sereny, Through Her Lens: The Stories Behind the Photography of Eva Sereny, Acc Art Books, 2018